# عمر فاروق عثمان (صحفي)
عمر فاروق عثمان صحفي صومالي يشغل منصب الأمين العام لاتحاد النقابات العمالية الصومالية (FESTU). بصفته رئيس الاتحاد الوطني للصحفيين الصوماليين (NUSOJ) وعضو في اللجنة التنفيذية للاتحاد الدولي للصحفيين (IFJ).
اختير في 6 مارس 2024 رئيسا للاتحاد الإفريقي للصحفيين (AFJ).